# 霧化器

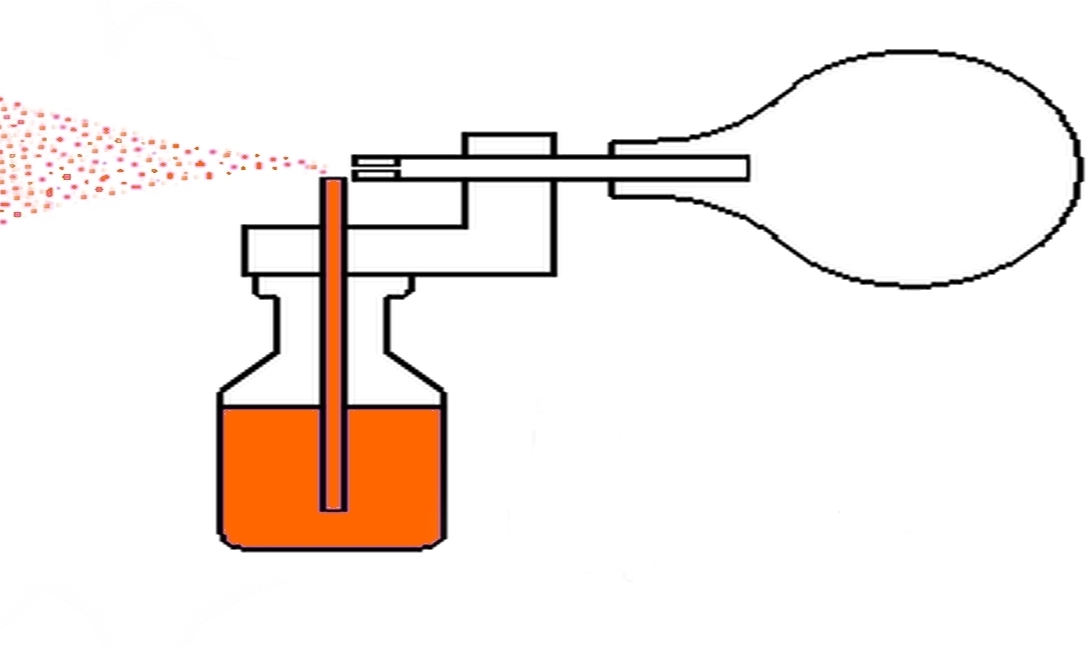
雾化器的工作原理

雾化器是一种能讓液體雾化的装置。霧化器可以将液体變成細小的液滴。 霧化器一般有一个或多个口。 霧化器有多種用途，例如可用于向呼吸系统喷洒药物。。